# Ricardo Margarit
Ricardo Margarit Calvet (Rubí, Barcelona, España; 9 de diciembre de 1883-Barcelona, España; 29 de diciembre de 1974) fue un ingeniero y empresario español, director gerente de Catalana de Gas y Electricidad entre 1934 y 1961. Durante su juventud fue futbolista y remero olímpico en París 1900.

## Biografía

### Carrera deportiva
Practicó el remo en el Real Club de Regatas de Barcelona (posteriormente Real Club Marítimo), sociedad de la que fue también directivo. Participó en las pruebas de remo de los Juegos Olímpicos de París 1900, en la modalidad de cuatro con timonel, junto con José Fórmica-Corsi, Juan Camps, Antonio Vela y Orestes Quintana, todos ellos en representación del Real Club de Regatas. Compitieron en la primera serie y fueron segundos, con un tiempo de 6 minutos y 38 segundos, quedando fuera de la final. Dada la juventud del equipo, disputaron también el torneo júnior de la mismo prueba —considerado no olímpico—, llegando en última posición.
Al margen del remo practicó también el fútbol. En 1900 jugó como delantero con los reservas del FC Barcelona, y también disputó un encuentro con el primer equipo. Posteriormente jugó en las filas del Universitari. En 1902 fue uno de los fundadores el Rowing Football Club, equipo de fútbol creado por socios del Real Club de Regatas. En los tres clubes coincidió con su compañero de remo Orestes Quintana, con quien también practicó el gouret, modalidad de hockey en boga en la Barcelona de principios del siglo XX.

### Trayectoria profesional
Ingeniero industrial de profesión, en 1912 ingresó en la sección de electricidad de la  Catalana de Gas y Electricidad, como ingeniero jefe del servicio exterior y de los técnicos comerciales. En 1919 pasó a secretario de gerencia, en 1923 fue ascendido a subdirector y, finalmente, en 1934 fue nombrado director gerente, en sustitución del fallecido José Mansana. Margarit fue uno de artífices del acuerdo de arrendamiento del negocio eléctrico a la Cooperativa de Fluido Eléctrico e impulsor de la compañía Hidroeléctrica de Cataluña, creada en 1946. Ese mismo año ingresó en el consejo de administración de "la Catalana". En 1961 fue reemplazado por Pere Duran Farell, nuevo consejero delegado de la sociedad, aunque continuó en el consejo de administración hasta su muerte, ocupando la vicepresidencia. Fue también presidente del consejo de administración de Hidroeléctrica de Cataluña hasta su dimisión, por motivos de salud, en 1968, siendo nombrado presidente de honor.

### Vida familiar
Ricardo Margarit era miembro de una familia acomodada, descendiente directa del marino colombino Pedro Margarit. Su hermano Arnaldo fue también remero del Real Club de Regatas de Barcelona y a menudo ambos compitieron juntos. Posteriormente fue un destacado dirigente y escribió el primer manual sobre la práctica del remo publicado en España (1918).